# Wereldbeker snowboarden 2009/2010
De wereldbeker snowboarden 2009/2010 (officieel: FIS World Cup Snowboard) was een competitie voor snowboarders die georganiseerd werd door de FIS. In de wereldbeker waren voor mannen zes disciplines opgenomen (halfpipe, snowboardcross, big air, parallelslalom, parallelreuzenslalom en slopestyle), één meer dan bij de vrouwen waar de big air ontbrak.

## Wereldbeker mannen

### Uitslagen
| Datum                                                                                         | Plaats          | Discipline            | Eerste                      | Tweede                      | Derde                       |
| --------------------------------------------------------------------------------------------- | --------------- | --------------------- | --------------------------- | --------------------------- | --------------------------- |
| 26/08/2009                                                                                    | Cardrona        | Halfpipe              | Shaun White                 | Iouri Podladtchikov         | Kazuhiro Kokubo             |
| 12/09/2009                                                                                    | Chapelco        | Snowboardcross        | Pierre Vaultier             | Seth Wescott                | Graham Watanabe             |
| 09/10/2009                                                                                    | Landgraaf       | Parallelslalom        | Benjamin Karl               | Mathieu Bozzetto            | Jasey-Jay Anderson          |
| 31/10/2009                                                                                    | Londen          | Big air               | Stefan Gimpl                | Gian-Luca Cavigelli         | Domen Bizjak                |
| 05/11/2009                                                                                    | Saas-Fee        | Halfpipe              | Kazuhiro Kokubo             | Mathieu Crepel              | Peetu Piiroinen             |
| 07/11/2009                                                                                    | Barcelona       | Big air               | Stefan Gimpl                | Gian-Luca Cavigelli         | Gjermund Braaten            |
| 21/11/2009                                                                                    | Stockholm       | Big air               | Stefan Gimpl                | Marko Grilc                 | Gjermund Braaten            |
| 06/12/2009                                                                                    | Limone Piemonte | Parallelreuzenslalom  | Verplaatst naar 15 december | Verplaatst naar 15 december | Verplaatst naar 15 december |
| 12/12/2009                                                                                    | Seoel           | Big air               | Gian-Luca Cavigelli         | Stefan Gimpl                | Markku Koski                |
| 15/12/2009                                                                                    | Telluride       | Parallelreuzenslalom  | Matthew Morrison            | Benjamin Karl               | Mathieu Bozzetto            |
| 17/12/2009                                                                                    | Telluride       | Parallellreuzenslalom | Jasey-Jay Anderson          | Michael Lambert             | Rok Flander                 |
| 19/12/2009                                                                                    | Telluride       | Snowboardcross        | Pierre Vaultier             | Robert Fagan                | Ross Powers                 |
| 06/01/2010                                                                                    | Kreischberg     | Parallelreuzenslalom  | Jasey-Jay Anderson          | Andreas Prommegger          | Benjamin Karl               |
| 07/01/2010                                                                                    | Kreischberg     | Halfpipe              | Daisuke Murakami            | Patrick Burgener            | Tore Viken Holvik           |
| 10/01/2010                                                                                    | Bad Gastein     | Snowboardcross        | Nate Holland                | Pierre Vaultier             | Mario Fuchs                 |
| 15/01/2010                                                                                    | Veysonnaz       | Snowboard cross       | Pierre Vaultier             | David Speiser               | Nick Baumgartner            |
| 17/01/2010                                                                                    | Nendaz          | Parallelreuzenslalom  | Michael Lambert             | Andreas Prommegger          | Benjamin Karl               |
| 21/01/2010                                                                                    | Stoneham        | Snowboardcross        | Pierre Vaultier             | Graham Watanabe             | Shaun Palmer                |
| 22/01/2010                                                                                    | Stoneham        | Halfpipe              | Janne Korpi                 | Jeff Batchelor              | Antti Autti                 |
| 23/01/2010                                                                                    | Quebec          | Big air               | Janne Korpi                 | Stefan Falkeis              | Jaakko Ruha                 |
| 24/01/2010                                                                                    | Stoneham        | Parallelreuzenslalom  | Benjamin Karl               | Andreas Prommegger          | Jasey-Jay Anderson          |
| 29/01/2010                                                                                    | Calgary         | Halfpipe              | Arthur Longo                | Justin Lamoureux            | Ben Kilner                  |
| 30/01/2010                                                                                    | Calgary         | Slopestyle            | Mark McMorris               | Seppe Smits                 | Nick Brown                  |
| 06/02/2010                                                                                    | Sudelfeld       | Parallelreuzenslalom  | Andreas Prommegger          | Benjamin Karl               | Roland Haldi                |
|                                                                                               |                 |                       |                             |                             |                             |
| 12 t/m 28 februari Olympische Winterspelen in Vancouver (Tellen niet mee voor de wereldbeker) |                 |                       |                             |                             |                             |
|                                                                                               |                 |                       |                             |                             |                             |
| 06/03/2010                                                                                    | Moskou          | Big air               | Aaron March                 | Benjamin Karl               | Roland Fischnaller          |
| 12/03/2010                                                                                    | Valmalenco      | Snowboardcross        | Alex Pullin                 | Mario Fuchs                 | Mateusz Ligocki             |
| 13/03/2010                                                                                    | Valmalenco      | Halfpipe              | Benjamin Karl               | Rok Flander                 | Jasey Jay Anderson          |
| 14/03/2010                                                                                    | Valmalenco      | Parallelreuzenslalom  | Michal Ligoki               | Roger Kleivdal              | Patrick Burgener            |
| 19/03/2010                                                                                    | La Molina       | Snowboardcross        | Pierre Vaultier             | Alex Pullin                 | Patrick Holland             |
| 20/03/2010                                                                                    | La Molina       | Halfpipe              | Fredrik Austbo              | Christophe Schmitt          | Justin Lamoureux            |
| 21/03/2010                                                                                    | La Molina       | Parallelreuzenslalom  | Jasey Jay Anderson          | Matthew Morison             | Andreas Promegger           |

### Eindstanden
| Algemene wereldbeker | Algemene wereldbeker | Algemene wereldbeker | Algemene wereldbeker |
| #                    | Snowboarder          | Land                 | Punten               |
| -------------------- | -------------------- | -------------------- | -------------------- |
| 1                    | Benjamin Karl        | AUT                  | 7050                 |
| 2                    | Pierre Vaultier      | FRA                  | 5800                 |
| 3                    | Andreas Prommegger   | AUT                  | 5410                 |
| 4                    | Jasey Jay Anderson   | CAN                  | 5250                 |
| 5                    | Stefan Gimpl         | AUT                  | 4300                 |
| 6                    | Rok Flander          | SLO                  | 3800                 |
| 7                    | Gian-Luca Cavigelli  | SUI                  | 3320                 |
| 8                    | Janne Korpi          | FIN                  | 3260                 |
| 9                    | Michael Lambert      | CAN                  | 3200                 |
| 10                   | Alex Pullin          | AUS                  | 3120                 |

| Parallelslalom/reuzenslalom | Parallelslalom/reuzenslalom | Parallelslalom/reuzenslalom | Parallelslalom/reuzenslalom |
| #                           | Snowboarder                 | Land                        | Punten                      |
| --------------------------- | --------------------------- | --------------------------- | --------------------------- |
| 1                           | Benjamin Karl               | AUT                         | 7050                        |
| 2                           | Andreas Prommegger          | AUT                         | 5410                        |
| 3                           | Jasey Jay Anderson          | CAN                         | 5250                        |
| 4                           | Rok Flander                 | SLO                         | 3800                        |
| 5                           | Michael Lambert             | CAN                         | 3200                        |

| Snowboardcross | Snowboardcross   | Snowboardcross | Snowboardcross |
| #              | Snowboarder      | Land           | Punten         |
| -------------- | ---------------- | -------------- | -------------- |
| 1              | Pierre Vaultier  | FRA            | 5800           |
| 2              | Alex Pullin      | AUS            | 3120           |
| 3              | Graham Watanabe  | USA            | 2860           |
| 4              | Nate Holland     | USA            | 2240           |
| 5              | Nick Baumgartner | USA            | 2090           |

| Halfpipe | Halfpipe           | Halfpipe | Halfpipe |
| #        | Snowboarder        | Land     | Punten   |
| -------- | ------------------ | -------- | -------- |
| 1        | Justin Lamoureux   | CAN      | 2400     |
| 2        | Janne Korpi        | FIN      | 1730     |
| 3        | Christophe Schmitt | GER      | 1690     |
| 4        | Patrick Burgener   | SUI      | 1639     |
| 5        | Kazihuro Kokubo    | JPN      | 1600     |

| Big air | Big air             | Big air | Big air |
| #       | Snowboarder         | Land    | Punten  |
| ------- | ------------------- | ------- | ------- |
| 1       | Stefan Gimpl        | AUT     | 4300    |
| 2       | Gian-Luca Cavigelli | SUI     | 3320    |
| 3       | Matevz Pristavec    | SLO     | 1620    |
| 4       | Janne Korpi         | FIN     | 1530    |
| 5       | Gjermund Braaten    | NOR     | 1460    |

## Wereldbeker vrouwen

### Uitslagen
| Datum                                                                                         | Plaats          | Discipline           | Eerste                      | Tweede                      | Derde                       |
| --------------------------------------------------------------------------------------------- | --------------- | -------------------- | --------------------------- | --------------------------- | --------------------------- |
| 26/08/2009                                                                                    | Cardrona        | Halfpipe             | Liu Jiayu                   | Kelly Clark                 | Gretchen Bleiler            |
| 12/09/2009                                                                                    | Chapelco        | Snowboardcross       | Maelle Ricker               | Aleksandra Jekova           | Dominique Maltais           |
| 09/10/2009                                                                                    | Landgraaf       | Parallelslalom       | Amelie Kober                | Doris Günther               | Claudia Riegler             |
| 05/11/2009                                                                                    | Saas-Fee        | Halfpipe             | Torah Bright                | Cai Xuetong                 | Sophie Rodriguez            |
| 06/12/2009                                                                                    | Limone Piemonte | Parallelreuzenslalom | Verplaatst naar 15 december | Verplaatst naar 15 december | Verplaatst naar 15 december |
| 15/12/2009                                                                                    | Telluride       | Parallelreuzenslalom | Fränzi Mägert-Kohli         | Amelie Kober                | Kimiko Zakreski             |
| 17/12/2009                                                                                    | Telluride       | Parallelreuzenslalom | Alena Zavarzina             | Marion Kreiner              | Ina Maschik                 |
| 19/12/2009                                                                                    | Telluride       | Snowboardcross       | Maelle Ricker               | Simona Meiller              | Dominique Maltais           |
| 06/01/2010                                                                                    | Kreischberg     | Parallelreuzenslalom | Nicolien Sauerbreij         | Alexa Loo                   | Fränzi Mägert-Kohli         |
| 07/01/2010                                                                                    | Kreischberg     | Halfpipe             | Sarka Pancochova            | Sun Zhifeng                 | Chen Xu                     |
| 10/01/2010                                                                                    | Bad Gastein     | Snowboardcross       | Lindsey Jacobellis          | Helene Olafsen              | Sandra Frei                 |
| 15/01/2010                                                                                    | Veysonnaz       | Snowboardcross       | Helene Olafsen              | Dominique Maltais           | Maelle Ricker               |
| 17/01/2010                                                                                    | Nendaz          | Parallelreuzenslalom | Jekaterina Toedegesjeva     | Nicolien Sauerbreij         | Fränzi Mägert-Kohli         |
| 21/01/2010                                                                                    | Stoneham        | Snowboardcross       | Maelle Ricker               | Helene Olafsen              | Dominique Maltais           |
| 23/01/2010                                                                                    | Stoneham        | Halfpipe             | Cai Xuetong                 | Sun Zhifeng                 | Chen Xu                     |
| 24/01/2010                                                                                    | Stoneham        | Parallelreuzenslalom | Svetlana Boldykova          | Alena Zavarzina             | Nathalie Desmares           |
| 30/01/2010                                                                                    | Calgary         | Halfpipe             | Sun Zhifeng                 | Cai Xuetong                 | Holly Crawford              |
| 31/01/2010                                                                                    | Calgary         | slopestyle           | Sina Candrian               | Brooke Voigt                | Alexandra Duckworth         |
| 06/02/2010                                                                                    | Sudelfeld       | Parallelreuzenslalom | Amelie Kober                | Nicolien Sauerbreij         | Marion Kreiner              |
|                                                                                               |                 |                      |                             |                             |                             |
| 12 t/m 28 februari Olympische Winterspelen in Vancouver (Tellen niet mee voor de wereldbeker) |                 |                      |                             |                             |                             |
|                                                                                               |                 |                      |                             |                             |                             |
| 12/03/2010                                                                                    | Valmalenco      | Snowboardcross       | Lindsey Jacobellis          | Maelle Ricker               | Dominique Maltais           |
| 13/03/2010                                                                                    | Valmalenco      | Parallelreuzenslalom | Nicolien Sauerbreij         | Nathalie Desmares           | Doris Günther               |
| 14/03/2010                                                                                    | Valmalenco      | Halfpipe             | Holly Crawford              | Ursina Haller               | Mercedes Nicoll             |
| 19/03/2010                                                                                    | La Molina       | Snowboardcross       | Helene Olafsen              | Simone Meiler               | Maelle Ricker               |
| 20/03/2010                                                                                    | La Molina       | Halfpipe             | Holly Crawford              | Mercedes Nicoll             | Paulina Ligocka             |
| 21/03/2010                                                                                    | La Molina       | Parallelreuzenslalom | Jekaterina Toedegesjeva     | Doris Günther               | Ina Meschik                 |

### Eindstanden
| Algemene wereldbeker | Algemene wereldbeker    | Algemene wereldbeker | Algemene wereldbeker |
| #                    | Snowboarder             | Land                 | Punten               |
| -------------------- | ----------------------- | -------------------- | -------------------- |
| 1                    | Maëlle Ricker           | CAN                  | 5290                 |
| 2                    | Nicolien Sauerbreij     | NED                  | 5200                 |
| 3                    | Doris Guenther          | AUT                  | 5110                 |
| 4                    | Helene Olafsen          | NOR                  | 4710                 |
| 5                    | Fränzi Mägert-Kohli     | SUI                  | 4090                 |
| 6                    | Marion Kreiner          | AUT                  | 3970                 |
| 7                    | Dominique Maltais       | CAN                  | 3650                 |
| 8                    | Jekaterina Toedegesjeva | RUS                  | 3500                 |
| 9                    | Amelie Kober            | GER                  | 3470                 |
| 10                   | Claudia Riegler         | AUT                  | 3415                 |

| Parallelslalom/reuzenslalom | Parallelslalom/reuzenslalom | Parallelslalom/reuzenslalom | Parallelslalom/reuzenslalom |
| #                           | Snowboarder                 | Land                        | Punten                      |
| --------------------------- | --------------------------- | --------------------------- | --------------------------- |
| 1                           | Nicolien Sauerbreij         | NED                         | 5200                        |
| 2                           | Doris Guenther              | AUT                         | 5110                        |
| 3                           | Fränzi Mägert-Kohli         | SUI                         | 4090                        |
| 4                           | Marion Kreiner              | AUT                         | 3970                        |
| 5                           | Jekaterina Toedegesjeva     | RUS                         | 3500                        |

| Snowboardcross | Snowboardcross     | Snowboardcross | Snowboardcross |
| #              | Snowboarder        | Land           | Punten         |
| -------------- | ------------------ | -------------- | -------------- |
| 1              | Maelle Ricker      | CAN            | 5000           |
| 2              | Helene Olafsen     | NOR            | 4710           |
| 3              | Dominique Maltais  | CAN            | 3650           |
| 4              | Lindsey Jacobellis | USA            | 3250           |
| 5              | Simona Meiler      | SUI            | 3010           |

| Halfpipe | Halfpipe        | Halfpipe | Halfpipe |
| #        | Snowboarder     | Land     | Punten   |
| -------- | --------------- | -------- | -------- |
| 1        | Cai Xuetong     | CHN      | 3040     |
| 2        | Sun Zhifeng     | CHN      | 2805     |
| 3        | Holly Crawford  | AUS      | 2600     |
| 4        | Mercedes Nicoll | CAN      | 2530     |
| 5        | Chen Xu         | CHN      | 1840     |